# 120131 MAVEN
120131 MAVEN è un asteroide della fascia principale. Scoperto nel 2003, presenta un'orbita caratterizzata da un semiasse maggiore pari a 3,019450 UA e da un'eccentricità di 0,140481, inclinata di 0,742819° rispetto all'eclittica.
Prende il nome dalla missione di esplorazione spaziale che fa parte del Programma Mars Scout.